# Mikhail Khovanov
Mikhail Khovanov (em russo:  Михаил Гелиевич Хованов, em alemão:  Michail Gelijewitsch Chowanow; 13 de janeiro de 1972) é um matemático russo-estadunidense, que trabalha com teoria de representação, topologia algébrica e teoria dos nós.

## Formação e carreira
Khovanov estudou na Universidade Estatal de Moscou, onde obteve o diploma em 1991. Obteve um doutorado em 1997 na Universidade Yale, orientado por Igor Frenkel, com a tese Graphical calculus, canonical bases and Kazhdan-Lusztig theory. No pós-doutorado esteve durante dois anos no Instituto de Estudos Avançados de Princeton e depois na Universidade da Califórnia em Davis. É professor da Universidade Columbia.
Foi palestrante convidado do Congresso Internacional de Matemáticos em Madrid (2006: Link homology and categorification).